# Noriko Nakagawa
Noriko Nakagawa (中川典子 Nakagawa Noriko?) es un personaje ficticio perteneciente a la franquicia de Battle Royale, originalmente una novela que también cuenta con una adaptación a serie de manga y cine. Noriko es una estudiante de secundaria de quince años, siendo uno de los personajes principales. Es interpretada por la actriz Aki Maeda en la película del año 2000 y en su secuela, Battle Royale II: Requiem.

## Descripción
En la novela es descrita como una niña ingenua, buena y bastante alegre:

"Noriko Nakagawa era otra chica neutral como el grupo de Yukie Utsumi. Además de sus ojos cálidos, que eran notablemente oscuros, tenía una cara redonda, de niña y el cabello largo hasta los hombros. Era pequeña y juguetona. En resumen, era una chica normal. Si había algo especial en ella, era probablemente que escribió las mejores composiciones de la clase de literatura."
Battle Royale; Capítulo Cero

Aunque es inocente de corazón, es profundamente filosófica e inspira esperanza en Shūya Nanahara y Shogo Kawada. En la versión fílmica, el profesor Kitano la describe como la única alumna inmaculada y con un alma pura. Aunque en general es vista como una niña sin carácter, en momentos importantes demuestra un coraje excepcional; cuando Yoshitoki es herido no duda en encarar al encargado pidiendo que lo ayuden y durante el enfrentamiento entre de Shuya, Kyoichi Motobuchi y Shogo no duda en saltar frente a ellos e intentar abogar a pesar de que Motobuchi ha perdido la razón y no tiene certeza sobre las intenciones de Shogo.
Ella, como muchas otras chicas, está enamorada de Shuya, pero a diferencia de las demás, no es una emoción inmadura y superficial basado en su apariencia, sino algo más profundo y genuino. En la novela y el manga sus sentimientos son completamente desconocidos para Shuya y durante gran parte de la historia su motivación para protegerla es en memoria de Yoshitoki Kuninobu, su mejor amigo, quien estaba enamorado de ella y fue asesinado al llegar a la isla. En la película, a diferencia de las otras versiones, Shuya recuerda el momento en que Yoshitoki le comentó estar enamorado de Noriko y por su reacción se insinúa que él también tenía sentimientos por ella desde antes.
En la novela se cuenta que su interés por Shuya comenzó antes de ser compañeros, cuando lo vio jugar béisbol y comenzó a sentirse atraída por él. En algún momento le escribió una carta de amor anónima que Shuya aún conserva porque lo impresionaron sus palabras y la calidad poética. Luego, durante el programa, comienza a sospechar que fue Noriko quien la escribió. Hacia el final de la novela, tras regresar del faro, Shuya se descubre sintiendo celos al ver como en su ausencia Shogo y Noriko han profundizado su amistad y han desarrollado mayor cercanía.
En la película, Noriko es retratada como un paria entre sus compañeros, sobre todo entre su mismo género, exceptuando a su mejor amiga, a causa de su actitud amable y carente de maldad; entre sus recuerdos se ve cuando un día llega tarde a clase y encuentra solo al profesor Kitano ya que otros los estudiantes se pusieron de acuerdo para faltar. Kitano cancela la clase y, mientras se retira, Yoshitoki lo apuñala y huye, chocando con Noriko y dejando caer su navaja, la cual ella recoge y esconde. Otro recuerdo la muestra siendo encerrada por otras chicas en el baño de la escuela. Esto la lleva a una diferencia de opiniones con Shuya durante el Programa, quien señala que espera que si logran reunirse con sus amigos puedan encontrar una forma de huir; pero Noriko, como consecuencia del acoso al que era sometida, confiesa que no confía en sus compañeros. En la versión del director se muestra que en la época que Kitano fue su profesor ambos solían pasear y divertirse juntos, mostrando una relación muy cercana y paternal con ella, al punto que Kitano temía que esto le significara a Noriko un mayor rechazo por parte de sus compañeros, aunque a ella esta posibilidad le era irrelevante. También, en uno de los recuerdos de Shuya vistos en esta versión se muestra que Yoshitoki, quien ya no era parte de la clase, le comentó haber decidido ir al viaje porque Noriko le envió una nota pidiendo que los acompañara.

## Historia
En el libro, cuando se explicaron las reglas a los estudiantes, uno de los soldados dispara en una pierna a Noriko por interferir con la ejecución de Yoshitoki. En el manga, Yonemi Kamon la hiere por intentar ayudar a Yoshitoki después de ser herido. En la película los estudiantes intentan escapar del aula después de la muerte de Fumiyo Fujiyoshi, asesinada porque habló sin permiso. Los soldados disparan al aire y al suelo para asustar a los estudiantes y uno de ellos hiere accidentalmente a Noriko en el brazo.
Shuya Nanahara promete proteger a Noriko durante el juego en memoria de Yoshitoki.
 Tan pronto como Noriko deja la escuela Shuya la encuentra y logra huir con ella de Yoshio Akamatsu solo para ser emboscados por Tatsumichi Oki que muere al caer junto a Nanahara por una colina y clavarse accidentalmente su hacha en la cara y ser nuevamente atacados ahora por Kyoichi Motobuchi, que se ha vuelto loco e intenta matar a Shuya con su revólver, pero que es asesinado por Shogo Kawada con su escopeta, después de lo cual Kawada se une a ellos. 
La lesión de Noriko le causa fiebre, por lo que Shuya y Shogo la llevan a una clínica de la isla para tratarla y que descanse. Al salir de la clínica encuentran a Hiroki Sugimura, al cual convencen que están en el mismo bando. Sugimura busca a Kayoko Kotohiki, pero promete que cuando la encuentre se reunirán con ellos. Cuando Shuya es herido en su batalla contra Kazuo Kiriyama y se separa de ellos Noriko permanece escondida con Shogo. 
En la película, Shogo se encuentra con ellos durante el ataque de Motobuchi y los tres atestiguan la muerte de Yumiko Kusaka y Yukiko Kitano a manos de Kazuo Kiriyama, pero tras esto se separan hasta mediodía, cuando van a la clínica del pueblo en busca de medicinas para tratar la fiebre de Noriko, allí Shogo le da tratamiento y decide hacer equipo con la pareja y pasan la noche hasta que Kiriyama llega al lugar persiguiendo a Toshinori Oda y Shuya se separa de ellos al escapar. Al día siguiente, mientras Shuya regresa del faro, sale a encontrarse con él y en medio de la lluvia se topa con Mitsuko Souma, quien intenta asesinarla, pero es ahuyentada por el profesor Kitano, que se queda junto a Noriko hasta que llega Shuya, tras esto le regala su paraguas y se marcha. 
Más adelante en el libro, durante la confrontación final con Kiriyama, es la penúltima persona en herirlo y no se sabe con certeza si fue la bala de Noriko o la de Shogo la que lo mató, pero Shogo insiste en que fue él para que ella no se sienta una homicida.
Al final del juego, cuando junto a Shuya y Shogo son los únicos sobrevivientes los ayuda con el plan de escape, fingiendo estar muerta junto a Shuya y posteriormente infiltrándose en el barco de los encargados, donde acaban con los soldados y el encargado antes que Shogo muera por las heridas recibidas en la isla no sin antes encomendarles que sobrevivan y siempre confíen uno en el otro.

## Después del Programa
En la novela Kawada da a Shuya y Noriko la dirección de un doctor que puede ayudarles a llegar a los Estados Unidos, allí pasan algunos meses escondiéndose mientras se recuperan de las heridas sufridas en el juego; antes de partir Noriko llama a su casa y aunque Shuya no escucha la conversación la describe como emotiva. Mientras están en una estación de tren en Umeda, en la ciudad de Osaka, un policía los reconoce y el libro acaba con ellos huyendo decididos a no dejarse atrapar.
Al final de la primera película Shuya y Noriko vuelven a su ciudad natal a recoger un par de pertenencias (entre las cuales se encuentra la navaja de Yoshitoki Kuninobu) y son vistos por última vez corriendo por la calle. Una de las tres escenas extra de la película, llamada el Réquiem III, muestra un sueño de Noriko donde pasea por la orilla de un río junto a Kitano bromeando y comiendo paletas heladas, el profesor se muestra preocupado que verlos juntos haga que aumente el acoso hacia Noriko y lamenta que ya no se le permita castigar a los alumnos ni siquiera cuando fue apuñalado, Noriko le confiesa que ella recogió y escondió la navaja con que Nobu lo atacó y, aunque no comprende por qué, la considera un tesoro valioso. En la secuela, Noriko no es uno de los integrantes activos de los Wild Seven ni se encuentra en la isla sin embargo, tres meses después del bombardeo norteamericano a la base de los Wild Seven, Shuya Nanahara y Aoi Takuma llegan a Afganistán para reunirse con Noriko, quien ha estado viviendo allí esperando a Shuya junto a los sobrevivientes del Wild Seven.
En el manga Shuya y Noriko también son ayudados por un conocido de Kawada, que los esconde durante tres meses. Al igual que en la novela, antes de partir llama a su familia para despedirse, pero a diferencia de esa versión, sus padres se muestran molestos con ella y le exigen que se entregue para que les evite inconvenientes, cosa a la que ella se niega. Más tarde junto a Shuya viajan a los Estados Unidos en un carguero, acabando la historia con ambos paseando por las calles de Nueva York.